# Plaine (Révolution française)
La Plaine ou le Marais est le nom donné au groupe le plus modéré, mais le plus nombreux (environ 400 députés) de la Convention nationale.

## Un groupe modéré
Leur dénomination provient de cette position, par comparaison aux espaces géographiques de plaine et de marais et par opposition aux membres de la Montagne. C'est au journal L'Ami du peuple qu’il reviendrait d’avoir inventé le terme de « Marais ».
Ses membres étaient appelés parfois dédaigneusement par leurs adversaires les « crapauds du Marais ». Pierre Joseph Duhem, député de la Montagne, aurait dit : « Les crapauds du Marais relèvent la tête ! tant mieux ; elle sera plus facile à couper ».
L'origine de cette dénomination continue de faire débat. Si l’appellation « Girondins » pour qualifier le groupe des fidèles de Brissot s’explique simplement par leur origine géographique, celles des « Montagnards » et des membres de la « Plaine » continuent de susciter des interrogations car plusieurs interprétations sont possibles. La plus diffusée consiste à s'en tenir à la lettre des termes employés : les députés montagnards siégeaient à gauche sur les bancs les plus élevés de cette assemblée, d’où la référence à la « Montagne » et ceux de la « Plaine » sur les bancs inférieurs.
En réalité cette classification est déjà présente dans un texte ancien que de nombreux révolutionnaires ont lu : la « Vie de Solon », issue des Vies parallèles, où Plutarque (reprenant les textes d’Hérodote et d’Aristote) décrit en ces termes les divisions politiques à Athènes : « Les habitants de la montagne soutenaient avec force la démocratie, ceux de la plaine l’oligarchie ; les habitants de la côte formaient un troisième parti, favorable à une forme de gouvernement intermédiaire… » D’autre part, la référence biblique et évangélique est aussi présente, car la Montagne est perçue comme un nouveau Sinaï (et les Droits de l’Homme comme un nouveau Décalogue), sans oublier la référence aux « sermons sur la Montagne » du Christ.
Issus pour la plupart de la bourgeoisie libérale et républicaine, ils étaient attachés aux conquêtes politiques de 1789 et à l'œuvre de la Révolution et souhaitaient l’union de tous les républicains. Ce groupe était cependant très hétérogène. On y trouvait des hommes comme l’abbé Henri Grégoire, l’abbé Emmanuel-Joseph Sieyès, François-Antoine Boissy d'Anglas, Jean-Jacques-Régis de Cambacérès : certains de ses membres se rallièrent dès le printemps 1793 aux Montagnards comme Bertrand Barère de Vieuzac, Georges Couthon, Pierre Joseph Cambon, Lazare Carnot. Au moment de la prise de pouvoir des Montagnards (journées des 31 mai et 2 juin 1793), leur position au centre de la Convention est restée ambiguë : ces députés ont bien tenté de jouer les médiateurs, mais tout en admettant le bien-fondé des mesures de salut public votées avec leur appui, voire leur impulsion depuis déjà plusieurs mois. La plupart d’entre eux manifestèrent cependant leur hostilité envers Maximilien de Robespierre le 9 thermidor an II en ralliant les instigateurs du complot qui n'étaient autres que des représentants en mission rappelés à Paris (Fouché, Barras, Tallien et Fréron).